# Canarium luzonicum
Canarium luzonicum là một loài thực vật có hoa trong họ Burseraceae. Loài này được (Blume) A.Gray mô tả khoa học đầu tiên năm 1854.

## Hình ảnh

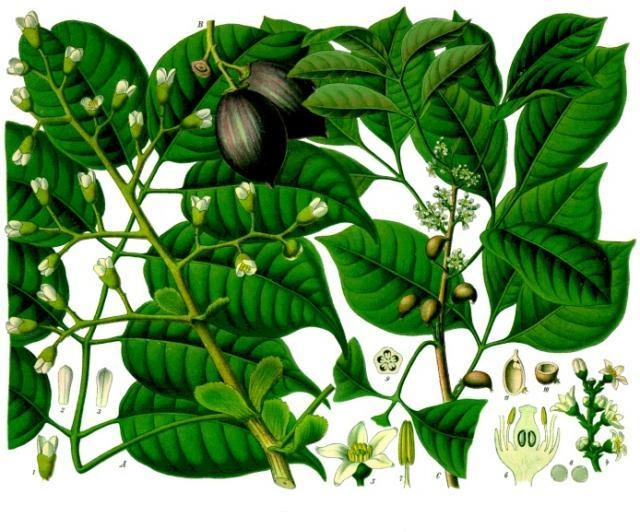